# 11-й чехословацький піхотний батальйон
11-й Чехословацький піхотний батальйон — Східний (чеськ. 11. československý pěší prapor — Východní) — чехословацький піхотний батальйон під час Другої світової війни. Підпорядковувався британському Середньосхідному командуванню на Середземноморському, Близькосхідному і Африканському театрах воєнних дій.

## Історія

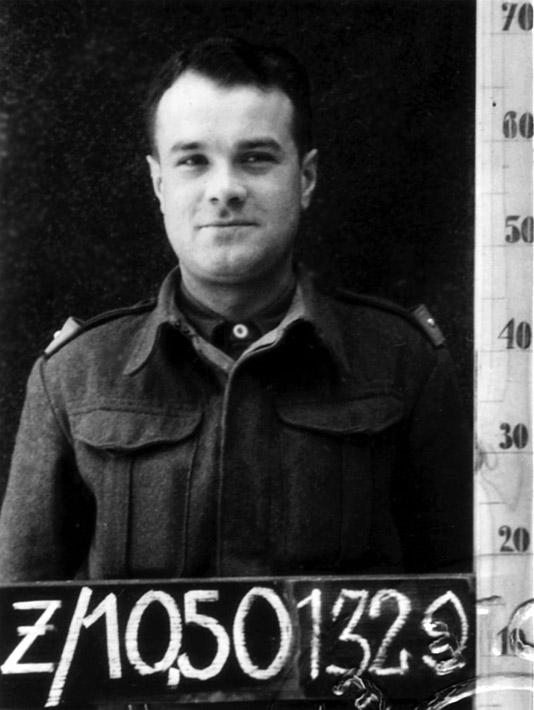
Доброволець 11-го піхотного батальйону сержант Еміл Томан

У битві за Францію взяли участь кілька тисяч чехословацьких вояків. Поки ще 206 добровольців чехословацької армії перебували в Бейруті (Великий Ліван), чекаючи на долучення до 1-ї чехословацької піхотної дивізії у Франції, остання капітулювала перед нацистською Німеччиною. Режим Віші міг би інтернувати цих людей і передати їх німецькій військовій владі, якби генеральний консул Чехословаччини в Єрусалимі не забезпечив їх візами для переїзду в підмандатну Палестину.
Чехословаків розмістили в таборі біля села Аль-Сумайрія на північ від Акко. Подальші надходження живої сили збільшили групу до 280 осіб, із яких сформували 4-й піхотний полк у складі 1-ї чехословацької піхотної дивізії. Потім полк було переведено на південь у табір під містечком Гедера поблизу Тель-Авіва для озброєння та вишколу. 1 жовтня 1940 року в Гедері полк було переформовано в 11-й піхотний батальйон. Командиром було призначено підполковника Карела Клапалека.
У грудні 1940 року батальйон пройшов акліматизаційну підготовку, після чого його спрямували до Єгипту, де йому доручили сторожову службу в таборах спочатку в місцевості Сіді-Бішр (нині район Александрії), а потім біля містечка Агамі. 30 травня він перейшов під командування британської 23-ї піхотної бригади і був відряджений на аеродром Сіді-Ганейш поблизу Мерса-Матруха.
У червні та липні 1941 року 23-тя піхотна бригада включно з чехословацьким 11-м піхотним батальйоном взяла участь у вторгненні союзників у Сирію і Ліван. У серпні батальйон дислокувався на кордоні Сирії з Туреччиною.

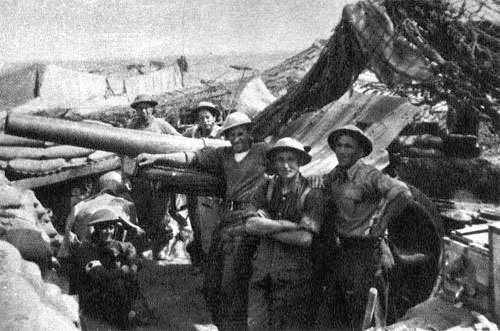
Бійці 11-го піхотного батальйону під час облоги Тобрука 1941 року

У серпні 1941 року Чехословацький уряд у вигнанні попросив перевести 11-й батальйон у Велику Британію, щоб об'єднати його там із чехословацькими військами. Британське військове керівництво відмовилося і замість того 6 жовтня 1941 р. перевело батальйон із 23-ї піхотної бригади до Польської окремої бригади карпатських стрільців, залученої до облоги Тобрука в Лівії. Батальйон провів у Тобруку 158 днів, у тому числі 51 у боях.
Наприкінці грудня 1941 року батальйон вивели в тил і перевели у підпорядкування 38-ї Індійської піхотної бригади. У квітні 1942 року батальйон повернули в Палестину, а в травні його реорганізували у 200-й чехословацький легкий зенітний полк, командиром якого залишився Карел Клапалек.
Чехословацький батальйон під час облоги Тобрука в 1941 році зображено в чеському фільмі 2008 року «Тобрук». Картина здобула премію «Чеський лев».